# Asymmetrische Induktion
Asymmetrische Induktion ist die bevorzugte Bildung eines Enantiomers oder   Diastereomers über das jeweilige andere in einer chemischen Reaktion als Resultat einer  optisch aktiven funktionellen Gruppe im Substrat, in einem Reagenz, einem Auxiliar oder einem Katalysator.
Asymmetrische Induktion ist das grundlegende Prinzip der asymmetrische Synthese, also der stereoselektiven und insbesondere der enantioselektiven Synthese.
Ursprünglich wurde das Konzept von Emil Fischer eingeführt, basierend auf Beobachtungen bei Synthesen von höheren Zuckern.
Man unterscheidet folgende Fälle:

## Edukt-kontrollierte asymmetrische Induktion
Eines oder mehrere  chirale Zentren, die kovalent in räumlicher Nähe zum eigentlichen Reaktionszentrum sind, induzieren bei der Reaktion einen Diastereomerenüberschuss.
Beispiele für substratkontrollierte Reaktionen sind die klassischen Zucker-Synthesen von Emil Fischer.

## Auxiliar-kontrollierte asymmetrische Induktion
Die chirale Information wird in einer vorgelagerten Stufe kovalent eingebaut und in einem nachfolgenden Schritt entfernt. Ein Auxiliar wird in stöchiometrischen Mengen benötigt.
Ein etabliertes Beispiel für auxiliar-kontrollierte asymmetrische Induktion ist die Verwendung von Enders-Reagenz (SAMP-/RAMP-Hydrazonmethode).

## Reagenz-kontrollierte asymmetrische Induktion
Ein chirales Reagenz induziert eine asymmetrische Umsetzung. Ein chirales Reagenz  wird in stöchiometrischen Mengen benötigt.

## Katalytische asymmetrische Induktion
Die chirale Information wird nur während der Reaktion, im Übergangszustand durch einen Katalysator mit einem oder mehreren chiralen Liganden induziert.
In der Regel sind katalytische asymmetrische Reaktionen die ökonomischsten Prozesse, da der Katalysator in der Regel nur in sub-stöchiometrischen Mengen benötigt wird. Prominente Beispiele für eine katalytische asymmetrische Reaktion sind die Sharpless-Epoxidierung, die Asymmetrische Dihydroxylierung und asymmetrische Hydrierung.
Ein Spezialfall der  katalytischen asymmetrischen Reaktionen sind enzymatische Reaktionen.
Mehrere, zum Teil widersprüchliche, Modelle und Theorien wurden aufgestellt (Donald J. Cram , Hugh Felkin, David A. Evans ) und entwickelt, um vor allem 1,2-asymmetrische Induktionen bei nucleophilen Additionen an Carbonyle zu verstehen und vorherzusagen.